# Osińska Góra
Osińska Góra – najmniej zaludniona dzielnica Myszkowa.
Na terenie dzielnicy znajduje się oddział rehabilitacyjny Szpitala Powiatowego w Myszkowie.
Osińska Góra jest jednym z wyżej położonych dzielnic Myszkowa, znajduje się tu też drugi najwyżej położony punkt miasta - Osińska Góra (349 m n.p.m.).
Jej stoki niegdyś były terenem rekreacyjnym, szczególnie dla narciarzy, działał tu nawet wyciąg narciarski. Co roku odbywała się tu także Noc Sobótkowa. Obecnie Sobótka odbywa się na terenie rekreacyjnym znajdującym się przy ul. Jana Pawła II zarządzanym przez Stowarzyszenie "Podlas".